# Pseudocarcharias kamoharai
Pseudocarcharias kamoharai е вид акула от семейство Pseudocarchariidae. Видът е почти застрашен от изчезване.

## Разпространение и местообитание
Разпространен е в Австралия (Коралови острови), Ангола, Бразилия, Гвинея, Гвинея-Бисау, Индонезия, Кабо Верде, Коста Рика, Мадагаскар, Мозамбик, Нова Зеландия (Северен остров), Панама, Провинции в КНР, САЩ (Калифорния и Хавайски острови), Северна Корея, Тайван, Южна Африка, Южна Корея и Япония.
Обитава крайбрежията на океани и морета в райони с тропически и субтропичен климат. Среща се на дълбочина от 22 до 4700 m, при температура на водата от 1,5 до 22,9 °C и соленост 34,4 – 35,3 ‰.

## Описание
На дължина достигат до 1,1 m.